# Герда Рюті
Герда Паула Рюті (фін. Gerda Paula Ryti; до шлюбу Серлакіус; 11 жовтня 1886 — 8 вересня 1984) — фінська політична діячка, перша леді Фінляндії з 1940 до 1944 року (у шлюбі з п'ятим президентом Фінляндії Рісто Рюті).

## Життєпис
Герда Паула Серлакіус народилася другою дитиною в родині сенатора та радника юстиції Юліана Серлакіуса та Паули, до шлюбу Сьодерх'єлм. Її старшим братом був Ерік Дж. Серлакіус, який став юристом, а згодом міністром юстиції.
Початкову та середню освіту здобула рідною шведською мовою. Продовжила вивчати німецьку мову, літературу та історію мистецтва в університеті в Дрездені, Німеччина, а пізніше — англійську мову в Лондоні.
У 1916 році одружилася з бізнес-партнером свого брата, юристом і політиком Рісто Рюті. У пари було троє дітей.
Її культурне виховання, освіта та чудові мовні знання (вона вільно розмовляла п'ятьма мовами) стали в нагоді їй у ролі дружини Рісто Рюті, на його посадах Голови Банку Фінляндії, згодом прем'єр-міністра та, нарешті, президента. Була відома як працьовита перша леді, яка підтримувала чоловіка під час його воєнного прем'єрства та президентства та подолання важких наслідків війни.
Її особисті інтереси включали парапсихологію, яку вона вивчала під час перебування у Великій Британії, а також спіритизм.